# Caméra numérique
Pour les articles homonymes, voir Caméra (homonymie).
 (septembre 2017).

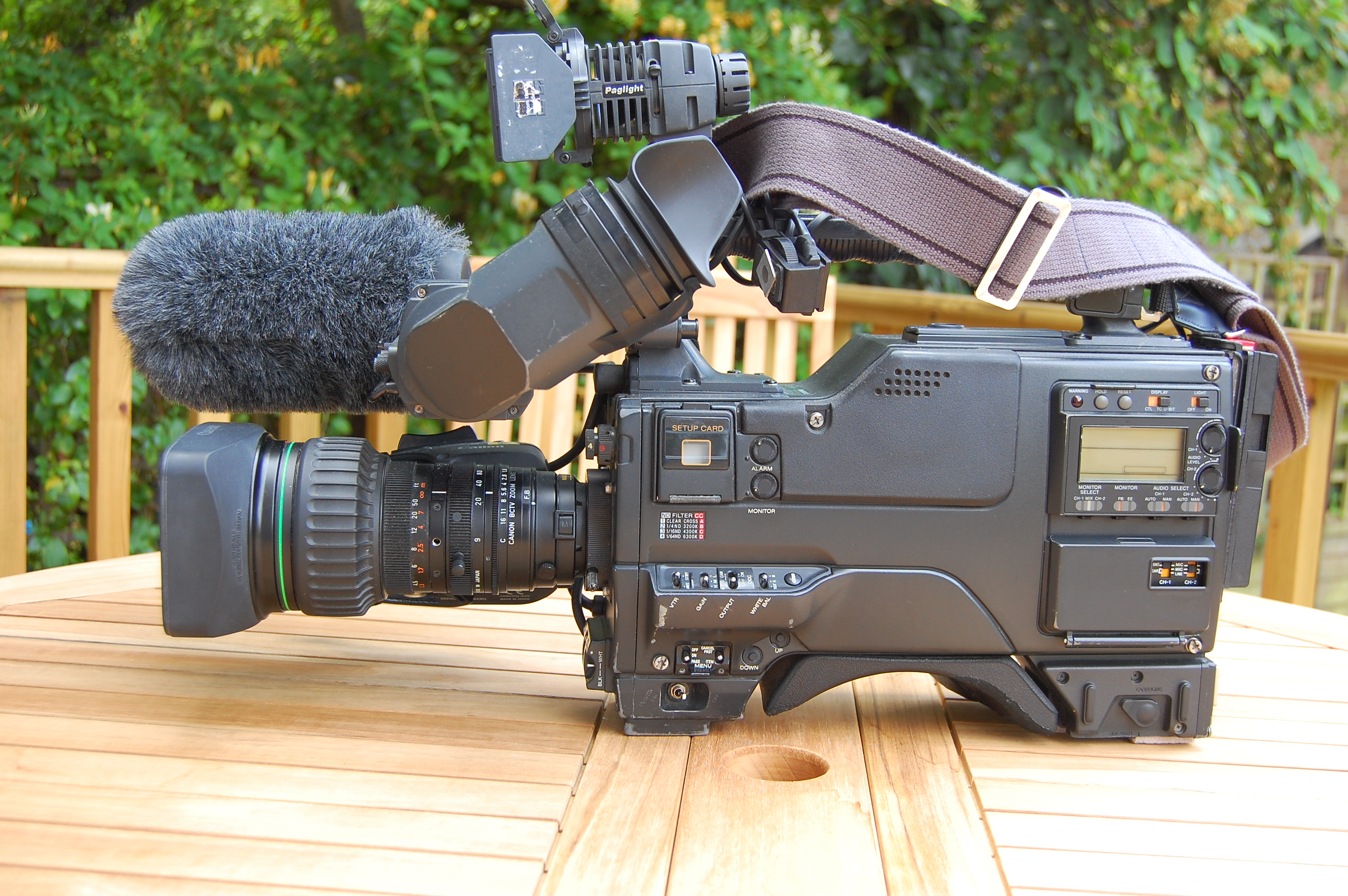
Une caméra numérique professionnelle

Une caméra numérique est un appareil d'enregistrement d'images animées qui utilise un capteur électronique pour transformer l’information lumineuse en un signal électrique.  

## Captures et traitements

### Images
Les rayons lumineux (constitués de photons), issus de la scène filmée (image) passent au travers d'un objectif optique puis vont frapper un capteur sensible CCD ou CMOS. Les photons reçus créent une charge au niveau des pixels du capteur et constituent ainsi une mémoire d'image. Chaque pixel est donc chargé de façon encore analogique à ce niveau. Un système électronique permet de « vider » régulièrement les charges analogiques de tous les pixels du capteur et les transforme en valeurs numérisées constituant ainsi l'image numérique. Ce circuit spécialisé traite image par image à intervalles réguliers, à 24, à 25, à 29,97 ou à 30 fois par seconde suivant le réglage de la caméra. Il crée un flux sériel numérique à destination de l'enregistreur numérique à technologie optique laser (enregistrement sur DVD) ou à technologie magnétique (enregistrement sur cassette (DV ou Hi8 pour le format D8) ou sur disque dur) ou sur carte mémoire (au format SDHC par exemple).

### Sons
Les sons sont capturés par des microphones reliés à un circuit correcteur assurant aussi la numérisation par échantillonnage. Le circuit produit un autre flux numérique qui est enregistré en même temps que les images.
Les techniques de multiplexage du flux audio et du flux vidéo diffèrent suivant les standards.

## Format amateur

### Avec support physique, cassette ou DVD
Il existe de nombreux formats numériques associés à différents supports parmi lesquels : Digital8, Mini DV, DVCAM ou DVD.

#### Digital8
Standard créé par Sony pour être compatible avec les anciennes cassettes analogiques.

#### Mini DV
Débit maximum de 25 Mb/s permettant l'enregistrement de vidéos aux formats DV (720x576) et HDV (1280x720 et 1440x1080).
Le Mini DV était le format d'acquisition vidéo grand public en définition standard prédominant au début des années 2000. Steven Soderbergh a utilisé le populaire appareil photo Canon XL2 MiniDV lors de la prise de vue Full Frontal. Le film d'horreur britannique réalisé par Danny Boyle, 28 jours plus tard, a également été tourné sur MiniDV à l'aide du Canon XL1S, bien qu'avec des objectifs de film Panavision 35 mm traditionnels. L'un des premiers appareils photo MiniDV utilisés sur un long métrage fut le Sony VX-1000, qui a été utilisé pour filmer The Very Black Show de Spike Lee.

#### DVD
- Le caméscope DVD permet d'enregistrer les séquences vidéos filmées sur des DVD. Cependant il s'agit de DVD de 8 cm de diamètre contrairement aux DVD normaux de 12 cm. Chaque DVD permet donc d'enregistrer jusqu'à 30 minutes de vidéo au format MPEG-2 avec une définition de 704 x 576 pixels, légèrement inférieure à celle d'une bande DV (720x576).
- Une fois enregistré, le film peut-être directement lu sur un lecteur DVD de salon, un ordinateur et même une PlayStation 2 par exemple.
- Ce format a été créé par Hitachi.

### Sans support physique associé au format
Les vidéos numériques peuvent être encodées selon différents formats : AVI, WMV, MOV, DivX, MKV, H264, FLV, Real Video, puis enregistrées sur le cloud, sur disque dur, clé USB ou tout autre support de stockage numérique.

## Format professionnel

### Avec support physique
- Betacam numérique
- DVCPRO
- DVCAM

### HDV
Le HDV est un format de vidéo numérique haute définition qui consiste à compresser la vidéo et l’audio en MPEG avant de l’enregistrer sur une bande DV. Le résultat de cette compression fait qu’il est possible d’enregistrer un signal haute-définition de type 720p (720/60p, 720/30p, 720/50p, 720/25p) ou en 1080i (1080/60i ou 1080/50i) sans avoir besoin d’augmenter le débit, qui reste au maximum à 25 Mb/s (le débit du DV). Concrètement cela permet d’enregistrer une image atteignant une définition de 1280×720 pixels en mode progressif ou 1440×1080 en mode entrelacé, contre 720×576 pixels en format standard DV. Ces deux formats ont un rapport d’aspect 16/9.
La vidéo est compressée en MPEG-2, avec un échantillonnage couleur 4:2:0 et une quantification sur 8 bits. L’audio est compressé en MPEG-1 Layer II à 48 kHz/16bits, sur deux canaux (stéréo). Le tout transite donc sans problème via une interface Firewire.
Ce format au coût relativement bas constitue une sérieuse alternative aux formats professionnels. Il est couramment utilisé pour des productions à petit budget : des courts métrages, documentaires, films amateurs HD, etc.

### Cinéma

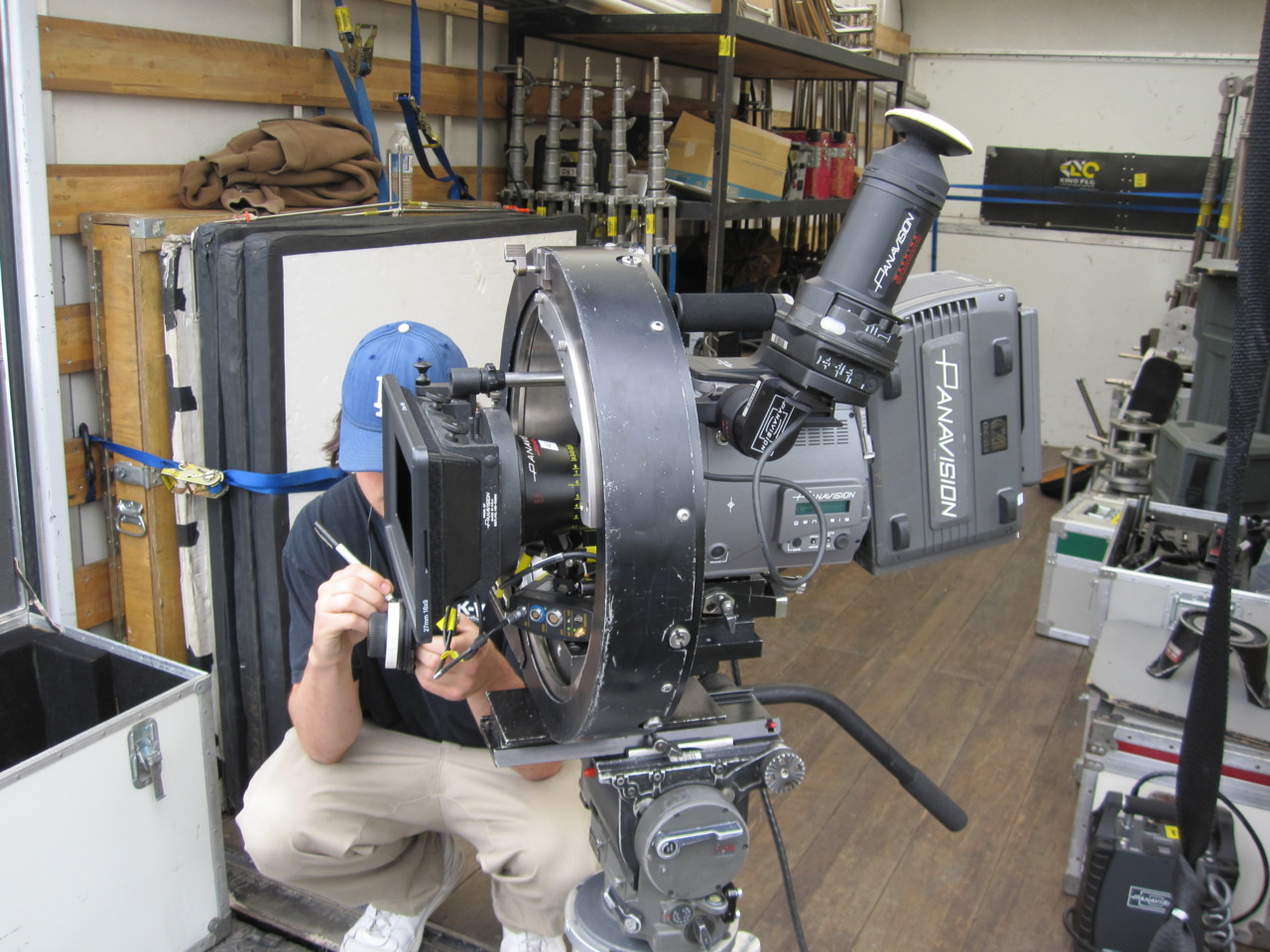
Caméra cinéma numérique, Genesis de Panavision.

Les caméras de cinéma numériques sont des caméras vidéo qui capturent des images numériquement, contrairement aux caméras de cinéma argentiques utilisées historiquement, qui enregistrent sur des pellicules. Différents appareils numériques produisent une variété de formats d'acquisition différents. Des caméras ou appareils photo conçus pour un usage domestique ont également été utilisées pour certaines productions indépendantes à petit budget.
Vidocq est le premier film de l'histoire à avoir été entièrement tourné avec une caméra numérique Sony HDW-F900 en 2001.
Depuis les années 2010, les caméras numériques sont devenues le type de caméra dominant dans l'industrie cinématographique et divers formats de fichiers sont utilisés.
Les principaux constructeurs de caméras numériques professionnelles sont :
- Sony : HDW-F900 CineAlta(F) (digital 1080p), F35, F65, Venice, Burano
- Blackmagic Cinema Camera : Pocket Cinema Camera, URSA Mini Pro G2, Studio Camera 4K plus
- RED : ONE, DSMC Epic et Scarlet, DSMC 2 Raven, Scarlet-W, Epic-W, Dragon-X, Gemini, Komodo, Helium et Monstro
- Arriflex : D-20, D-21 et ALEXA
- Dalsa : Origin, Origin II,
- Canon : C300 PL
- Panavision : Genesis, Millenium DXL et DXL2
- Silicon Imaging : SI-2K,
- Thomson : Viper,
- Vision Research : Phantom,
- Weisscam : HS-1 et HS-2,
- GS Vitec noX,
- Fusion Camera System.

## Montage des images
- Le développement de l'informatique a permis de réaliser le montage d'images et de son en montage virtuel sur ordinateur.
- Au préalable, les images sont recopiées depuis le support de prises de vues via un connecteur (par exemple la prise Firewire ou IEEE 1394) vers le disque dur de l'ordinateur.
- Ensuite, le logiciel de montage va « assembler » virtuellement les séquences choisies avec la possibilité de corrections et d'effets spéciaux.
- Enfin, l'exportation du « montage » terminé peut se faire vers une bande vidéo, un CD, un DVD ou dans des formats compatibles avec le Web ou une exploitation en salle.

## Astronomie
Les télescopes modernes et les sondes spatiales sont équipés de caméras numériques. En mars 2024, après une vingtaine d'années de conception et de construction par des équipes internationales, la plus grande caméra numérique au monde, dotée de 3,2 milliards de pixels, est prête à être installée dans l'observatoire Vera-C.-Rubin, au Chili. Arrivée sur place en juillet, elle devrait fournir ses premières images au printemps 2025. Ces caméras peuvent également être utilisées pour prendre des photographies.